# Shoreditch (métro de Londres)
Shoreditch est le nom donné à une ancienne station du métro londonien.

## Historique
Jusqu'au 9 juin 2006, la station a été utilisée comme terminus nord de la East London line. Cette ligne a été fermée pour travaux afin de l’intégrer au réseau du London Overground. Une rampe a été construite sur le site de la station afin de relier la East London Line et le viaduc de Kingsland. Lors de la réouverture de la ligne en 2010, la station a donc été remplacée par une nouvelle gare, la gare de Shoreditch High Street.